# Ragazza che corre sul balcone
Il dipinto Ragazza che corre sul balcone, noto anche come Bambina che corre sul balcone,  è un olio su tela di formato quadrato (cm 125x125) eseguito da Giacomo Balla nel 1912. L'opera è conservata presso la Galleria d'Arte Moderna di Milano.

## Descrizione
Il dinamismo è uno dei concetti chiave della poetica futurista. Lo troviamo enunciato nel 1909 nel Manifesto della letteratura futurista, dove si sostiene che, per esprimere la continuità insita nello scorrere della vita, conviene utilizzare il verbo all'infinito.
Lo stesso anno, i pittori del gruppo, nella Prefazione al Catalogo delle Esposizioni di Parigi, Londra e Berlino scrivono che “bisogna dare la sensazione dinamica, cioè il ritmo particolare di ogni oggetto, la sua tendenza il suo movimento, o per dir meglio la sua forma interna”. La pittura futurista, per reagire alla staticità del Cubismo, vede nella percezione dinamica delle cose l'unica via corretta per la conoscenza della realtà.
In quest'opera il pittore riproduce uno spaccato di quotidianità: la corsa di una bambina lungo un balcone. Il movimento della piccola, ossia lo spostamento continuo del suo corpo nello spazio, è sottoposto a un'analisi capillare. Le linee verticali e orizzontali del parapetto si sovrappongono alle parti del corpo della ragazzina, fondendosi in un'unica visione dinamica. Per ottenere questo effetto il pittore ripete più volte, in posizioni diverse ma sempre molto ravvicinate, la stessa forma: la testa rotondeggiante; gli spigoli, orientati in direzioni diverse, di ginocchio e gomito piegati; il tacco e la punta dello stivaletto.
Proprio soffermandosi sui singoli particolari ci si rende conto che l'immagine perde la sua forza espressiva quando viene divisa in tasselli: non il singolo stivaletto è importante, ma la sequenza di “tutti” gli stivaletti, poiché è solo nella sequenza di fotogrammi lievemente sfasati e sovrapposti che si produce l'effetto dello spostamento e della velocità. La scelta cromatica è rilevante: il pittore traduce la gaia vivacità della bambina con colori accesi accostati liberamente, piccoli tasselli di azzurro, verde e marrone che, in dialogo con il bianco, creano una sorta di moderno mosaico in movimento.

## Stile del quadro
Questo dipinto dà espressione alle principali caratteristiche della corrente futurista, rappresenta infatti in maniera molto coinvolgente l'azione nel suo svolgersi, il dinamismo enunciato fra i concetti chiave del movimento futurista nel "Manifesto della letteratura futurista" pubblicato proprio nel 1909. L'idea di Balla è scomporre il movimento del soggetto, inondato di luce, in una sequenza regolare di piccoli spostamenti lungo un asse orizzontale, riequilibrato dall'apparizione del ritmo verticale dell'inferriata del balcone.